# Hammartå

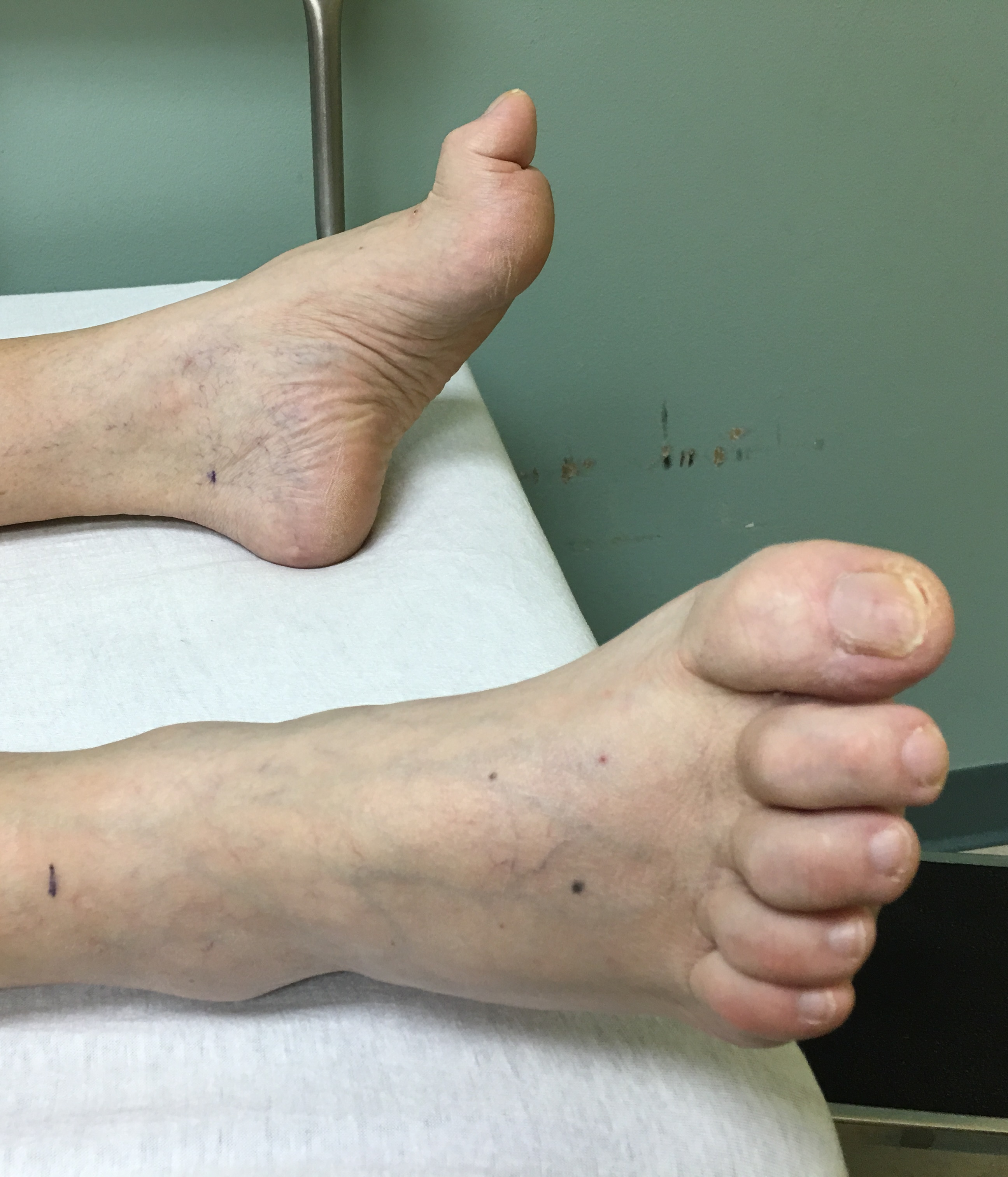
Hammartår

Hammartå är ett medicinskt tillstånd då en eller flera av de tår som sitter bredvid stortån har krökts. Tillståndet har fått sitt namn efter att tån ser ut som en hammare, till följd av att tåns leder har böjts. Hammartå orsakas oftast av alltför trånga skor, och det är inte ovanligt bland de personer som drabbats av tillståndet att stortån är sned (hallux valgus). En annan möjlig orsak till hammartå är att någon tå kläms i skon, till följd av att den är längre än övriga tår, och att den längre tån kröks.
Symptomet på hammartå är att en eller flera tår är krökta och värker. Ovanpå tån kan en ömmande förhårdnad förekomma. Vid allvarliga besvär kan en bit av benet i tån opereras bort. Ibland avlägsnas även en del av förhårdnaden.